# Genocide op de Iraakse Turkmenen
De Genocide op de Iraakse Turkmenen verwijst naar een reeks moorden, verkrachtingen, executies, verdrijvingen en seksuele slavernij van Iraakse Turkmenen door Islamitische Staat. Het begon toen ISIS in 2014 Iraaks Turkmeens land veroverde en het duurde voort totdat ISIS al hun land in Irak verloor. In 2017 werd de vervolging van Iraakse Turkmenen door ISIS officieel erkend als genocide door het parlement van Irak, en in 2018 werd de seksuele slavernij van Iraakse Turkmeense meisjes en vrouwen erkend door de Verenigde Naties.

## Achtergrond en aanloop
Iraakse Turkmenen vormen de derde grootste etnische groep in Irak. Ze zijn van Turkse afkomst en leven omringd door Arabieren in het zuiden en Koerden in het noorden.:313 Ze zijn bijna gelijk verdeeld tussen soennieten en sjiieten, met een kleine katholieke minderheid. Er was ook sektarisme tussen soennitische en sjiitische Turkmenen, dat vaak escaleerde tot gewapende botsingen. Tijdens de genocide door de Islamitische Staat waren Iraakse Turkmenen het doelwit, ongeacht hun religie. Tijdens het Noord-Irak-offensief van juni 2014 veroverde ISIS veel gebieden die een Turkmeense meerderheid hebben of een aanzienlijke Turkmeense bevolking hebben, zoals Mosul, Talafar, Tikrit en delen van de provincie Kirkuk.

## Genocide
In juni 2014, toen het leger van ISIS Talafar voor het eerst veroverde, ontvoerde het 1.300 Iraakse Turkmenen, ongeveer 700 mannen, 470 vrouwen en 130 kinderen. Het Iraaks-Turkmeens Front (ITF) verklaarde dat slechts 42 van de 1.300 zijn teruggekeerd en de rest nooit meer is gezien. Er werden toen 300 Turkmenen afgeslacht. Turkmeense huizen werden platgebrand, hun vee werd gestolen en velen werden gedwongen te vluchten. In september 2014 raakten minstens 350.000 Turkmenen, waarvan de meerderheid afkomstig was uit Tal Afar, ontheemd. Ze liepen gevaar van hongersnood. Sinds de aanslagen is volgens bewoners en lokale activisten ongeveer 90 procent van de Turkmenen in Talafar gevlucht. Mehdi al-Beyati, de voormalige Iraakse minister van Mensenrechten en woordvoerder van de Turkmen Rescue Foundation, beweerde dat het aantal Turkmeense vluchtelingen in februari 2017 was gestegen tot 600.000. Mehdi al-Beyati beweerde ook dat de infrastructuur van elke Turkmeense regio zwaar beschadigd was door ISIS. In september 2014 waarschuwde het OHCHR voor misdaden die Islamitische Staat tegen Turkmenen pleegde, en Amnesty International presenteerde bewijsmateriaal waaruit bleek dat Islamitische Staat daden van etnische zuivering tegen Turkmenen pleegde.
Veel militanten van de Islamitische Staat waren voormalige soldaten van het Iraakse leger onder Saddam Hoessein, die een geschiedenis hadden van het afslachten en vervolgen van Iraakse Turkmenen.
Op 9 juni werden 15 Turkmeense gevangenen uit Talafar in Mosul door ISIL vermoord. Na het bombardement op een sjiitische moskee in dezelfde stad ontvluchtten veel mensen de stad en kwamen negen vluchtelingen om het leven. 65 kinderen uit de Yezidi- en Turkmeense gemeenschappen werden achtergelaten in een weeshuis in Mosul, die getraumatiseerd raakten door getuige te zijn van de moord op hun ouders. Sommige van deze kinderen werden seksueel misbruikt.
Tijdens de val van Mosul in juni 2014 viel de Islamitische Staat het Turkse consulaat in Mosul aan en ontvoerde 49 diplomaten. Ahmet Davutoğlu verklaarde dat "niemand mag proberen de grenzen van de kracht van Turkije te testen", hoewel de Islamitische Staat de waarschuwing negeerde en op 10 juni Turkmenen aanviel in Tal Afar, na het veroveren van Mosul. Turkije reageerde niet op de aanvallen, waardoor seculiere en nationalistische politici Recep Tayyip Erdoğan en Ahmet Davutoğlu zwaar bekritiseerden. De Turkse regering kreeg de schuld van het toestaan van de benarde situatie van Iraakse Turkmenen.
Op 16 juni 2014 slachtte ISIS minstens 40 Turkmenen af op 4 verschillende locaties (Chardaghli, Karanaz, Beshir, Biravcili), allemaal in de buurt van de stad Kirkuk. ISIS werd er ook opnieuw van beschuldigd dat het zich uitsluitend op Turkmenen richtte vanwege hun etniciteit. Een dag later werden in Beshir nog eens 52 Turkmenen vermoord, en volgens de lokale bevolking was het bloedbad opnieuw etnisch gemotiveerd. Dezelfde locatie leed opnieuw op 18 juni en tussen 20 en 21 juni, waarbij vijf en vervolgens zeventien burgers omkwamen. Volgens een getuige uit Beshir werden in de stad 700 Turkmenen afgeslacht. In juni 2014 ontvoerde ISIL 26 Turkmenen uit het dorp Al-Shamsiyat. In dezelfde maand vluchtten Turkmenen uit Al-Kibba en Shraikhan na bedreigingen van ISIL. Ook veel Turkmeense inwoners van de dorpen Talafar, Bashir, Biravchi en Karanaz vluchtten nadat ze opnieuw brieven van de jihadisten hadden ontvangen.
Op 18 juni werden tijdens de botsingen tussen ISIL en de Iraakse grondtroepen tussen de steden Amirli en Tuz minstens twintig Turkmeense burgers gedood. Tijdens het beleg van Amirli kwamen 150 mensen om het leven als gevolg van de barre omstandigheden, waaronder 50 kinderen en 10 pasgeborenen. Na de val van Amirli in 2014 werden de elektriciteits-, voedsel- en watervoorziening van de stad afgesloten. Tientallen mensen kwamen om het leven, onder wie zwangere vrouwen, voordat er humanitaire hulp werd verleend. Huizen en scholen, evenals moskeeën in Karanaz, Chardaghli en Biravchi werden platgebrand.
Op 23 juni ontvoerde ISIS minstens 75 Turkmenen uit de gebieden Guba, Shrikhan en Talafar. Er werden slechts twee lichamen gevonden in een vallei ten noorden van Guba. Waarschijnlijk zijn ze geëxecuteerd. 950 Turkmeense families ontvluchtten de gebieden nadat ISIS hen had geëist om te vertrekken. Op 7 augustus werden in Sinjar 100 Turkmeense mannen geëxecuteerd.
In totaal werden naar schatting 600 Turkmeense vrouwen door ISIS gevangengenomen en als seksslaven gebruikt. Ongeveer 400 tot 500 van hen werden naar geïmproviseerde ISIS-gevangenissen in Syrië gestuurd. In februari 2018 protesteerde een groep vrouwen buiten een VN-Mensenrechtenbureau in Kirkuk. Ze hielden borden vast en eisten dat de Iraakse regering iets zou doen om ongeveer 450 vermiste Turkmeense vrouwen terug te halen, hoewel het protest werd genegeerd. Hasan Turan, leider van de ITF, vreesde dat als de Turkmeense vrouwen zouden terugkeren, zij waarschijnlijk het slachtoffer zouden worden van eerwraak door hun families. Hij verklaarde: "Veel meisjes zullen niet terugkeren, en ik kan alleen maar hopen dat hun families hen nog steeds accepteren als ze terugkeren. Zij zijn de slachtoffers." Later in 2018 erkende de VN eindelijk de seksuele slavernij van Turkmeense vrouwen. Een niet bij naam genoemde Turkmeense vrouw uit het kleine stadje al-Alam bij Tikrit, die ISIS overleefde, vertelde BBC Turkish dat ISIS de alleenstaande meisjes van de getrouwde vrouwen scheidde, en de alleenstaande meisjes in het bijzijn van iedereen begon te verkrachten. ISIS verkrachtte ook de Turkmeense taalleraar van de stad, tot het punt dat zij als gevolg daarvan stierf. Veel Iraakse Turkmenen en mensenrechtenorganisaties verklaarden dat de genocide van Islamitische Staat op Iraakse Turkmenen werd aangewakkerd door anti-Turkisme.
Kinderen waren ook het slachtoffer van ontvoering, meestal om trainingsredenen. In Nineveh werden op 13 maart 25 Turkmeense kinderen tussen 10 en 17 jaar oud ontvoerd uit het Bara'am weeshuis en naar trainingskampen voor kinderen in Talafar gestuurd.
In maart werd in Bashir, nabij Kirkuk, een massagraf gevonden van 16 Turkmenen. In maart executeerde ISIL opnieuw negen Turkmeense weduwen in Qara Quyan, Nineve, wier echtgenoten werden vermoord door jihadisten. De reden voor hun executie was hun weigering om met ISIS-strijders te trouwen. In het dorp Biravcili heeft ISIL twee Turkmenen ontvoerd nadat ze 23 inwoners van het dorp hadden vermoord. In Guba en Shrikhan werden zestig Turkmeense jongens en mannen ontvoerd. In dezelfde maand werd een jonge Turkmeen genaamd Erhan Camci ontvoerd uit zijn huis in Kirkuk.
In april 2015 onthulde een Iraaks Turkmeens parlementslid dat meer dan 400 Iraakse Turkmenen, voornamelijk vrouwen en kinderen, de afgelopen maanden door IS waren ontvoerd. In februari 2016 bevestigde een andere politicus dat het 416 personen waren, van wie de meesten nooit meer werden gezien en vermoedelijk waren verkracht en vermoord.
In augustus 2015, executeerde ISIS in het openbaar 700 Iraakse Turkmenen, waarbij ze hen beschuldigden van afvalligheid.
Een enkele ISIS-autobomaanslag in 2015 in de provincie Saladin kostte het leven aan veertig Turkmenen. De ITF verklaarde dat de ISIS-aanvallen op Iraakse Turkmenen een strategische etnische zuiveringscampagne waren. 540 Turkmeense burgers uit Tal Afar raakten vermist, waaronder 125 vrouwen, opnieuw door ISIS, en slechts 22 van hen werden teruggevonden.
In de zomer van 2015 ontvluchtten 3.000 Turkmenen de stad Amerli. Eind 2015 vonden 1.500 Turkmeense families (7.500 individuen) onderdak nabij in Karbala.
Taza Khurmatu werd op 8 maart aangevallen met chemische wapens, waarbij drie mensen om het leven kwamen en 1.500 gewond raakten. 25.000 mensen vluchtten uit de stad. In hetzelfde jaar werd ook het dorp Beshir aangevallen met chemische wapens. 90% van Beshir werd verwoest tijdens de herovering in 2016, waaronder 250 huizen. In het Turkmeense dorp Bashir werden negen vrouwen ontvoerd, verkracht en in het openbaar aan lantaarnpalen opgehangen. In hetzelfde dorp werd een twaalfjarig meisje verkracht en aan een elektriciteitspaal gehangen. Toen de Turkmeense inwoners haar lichaam probeerden te brengen, werden vijftien mannen gedood door sluipschuttersvuur van ISIS. Er werden ook gevallen van verkrachting geregistreerd na de val van Tuz Khurmatu in juni.
In januari werd door het Iraakse leger een massagraf gevonden in Rashidiya, vlakbij Mosul. Het graf behoorde toe aan 27 afgeslachte Turkmeense mannen en jongens. Hun lichamen vertoonden sporen van marteling. In 2017 steeg het aantal vermiste Turkmeense vrouwen, meisjes en kinderen tot 1.200. In 2018 werden nog eens 100 vermist.

## Vernietiging van erfgoed
ISIS is verantwoordelijk voor de vernietiging van historische artefacten die belangrijk waren voor de Iraakse Turkmenen. Veel eeuwenoude moskeeën, zowel soennieten als sjiieten, en bibliotheken werden vernietigd. De oudste bibliotheek in Tal Afar werd opgeblazen, terwijl een andere bibliotheek met meer dan 1.500 historische boeken in Diyala werd vernietigd. Onder de vernietigde artefacten bevonden zich het Mausoleum van Yahya Abu al-Qasim (gebouwd in 1293 door de Zengids, verwoest in 2014), het Mausoleum van Imam Awn Al-Din (gebouwd in 1248 door de Zengids, verwoest in 2014), het heiligdom van Qadib Al-Ban Mosuli (gebouwd door de Atabegs van Mosul, verwoest in 2014), de Al-Imam Muhsin-moskee (gebouwd door de Seltsjoeken, zwaar beschadigd in 2015), de Grote Moskee van al-Nuri (gebouwd in 1172 door de Zengids , vernietigd in 2017), de Imam al-Baher-moskee (gebouwd in 1259, verwoest in 2014) en de moskee van de Pasja (gebouwd in 1881 door de Ottomanen, vernietigd).